# Западно-Новогвинейская кампания
Западно-Новогвинейская кампания — боевые действия на тихоокеанском театре военных действий Второй мировой войны, проходившие в 1944—1945 гг. вдоль северного и северо-западного побережья острова Новая Гвинея.

## Военно-оперативная ситуация
Летом-осенью 1943 года американские и австралийские войска медленно продвигались вперёд вдоль северного побережья острова Новая Гвинея. С японской стороны оборонительные бои вели войска 8-го фронта. Осенью 1943 года в Индонезию из Маньчжоу-го был переброшен 2-й фронт; в качестве разграничительной линии между фронтами был установлен 140-й меридиан восточной долготы.
В связи с продвижением войск союзников в сторону островов Адмиралтейства, японская Ставка 25 марта 1944 года передала 2-му фронту 18-ю армию и 4-ю воздушную армию, возложив на него ответственность и за восточную часть Новой Гвинеи. 18-й армии было приказано постепенно сосредоточить свои основные силы на подступах к городу Голландии, прочно удерживать их и разгромить противника, который перейдёт в наступление. Всего в Новой Гвинее шесть слабых японских дивизий противостояли пятнадцати дивизиям Союзников (восьми американским и семи австралийским).

## Ход боевых действий
Столкнувшись с упорным сопротивлением японцев, американские и австралийские войска несли значительные потери, а темпы продвижения союзников были медленными. Весной 1944 года американское командование решило переломить ситуацию высадкой морских десантов в глубоком тылу противника, оставляя позади себя крупные группировки японских войск. Последние ввиду полного господства союзников на море и в воздухе фактически оказывались в полной блокаде. В ходе дальнейшей войны на Тихом океане эта тактика «лягушачьих прыжков» для американской армии стала стандартной.

### Захват города Голландия и Аитапе
Пока австралийские 7-я и 11-я дивизия наступали вдоль побережья, американцы, используя превосходство на море и в воздухе, после предварительных массированных бомбардировок 22 апреля 1944 года высадили десанты на севере Новой Гвинеи в городах Голландии и Аитапе, в глубоком тылу у оборонявшихся на Веваке японских войск. Американская разведка оценивала численность японских войск в Голландии в 14 тысяч человек, а в Аитапе — в 3500 человек, поэтому, чтобы гарантировать успех, Макартур привлёк для участия в этой операции около 50 тысяч солдат. В действительности численность оборонявшихся японцев оказалась гораздо меньше, чем предполагала американская разведка, к тому же они в основном принадлежали не к боевым, а к тыловым частям, которые после первой же бомбардировки поспешно отошли в глубь острова.  Ввиду этого американцы смогли захватить намеченные для высадившихся войск объекты без особых потерь. Главную трудность для них представили условия местности и отсутствие дорог, что было преодолено ими использованием строительной техники. 
2 мая императорская Ставка, оценив наконец угрозу окружения японских сил на востоке Новой Гвинеи, отдала приказ 18-я армии перебазироваться в западную часть острова. Однако этот приказ выполнить было уже невозможно, 18-я армия до конца войны оставалась отрезанной от других японских армий. Для японской стороны захват города Голландия американцами оказался особенно тяжелым ударом, поскольку там находилась  основная масса военных складов 18-й армии. Потеря этих запасов фактически лишила японцев на Новой Гвинее возможности эффективно воевать, поскольку армия лишилась и боеприпасов и продовольствия, с этого времени и до конца войны японские солдаты на Новой Гвинее голодали и умирали от голода. По выражению одного японца, после этого японские солдаты на острове перестали быть солдатами, а превратились в нищих бродяг, озабоченных только ежедневным поиском пропитания в округе.

### Захват острова Вакде
Следующей целью американцев стал расположенный в 200 км к западу прибрежный остров Вакде, где японцы построили аэродром. 17 мая 1944 года американские войска высадились на самом острове и на противолежащем берегу острова Новая Гвинея (в пунктах Тоэм и Араре). Завязались упорные бои, длившиеся с 17 по 21 мая. За время этих боёв часть японских войск сумела отойти от Голландии к острову Сарми.

### Захват острова Биак
Остров Биак представлял собой важный опорный пункт 2-го фронта: он контролировал вход в залив Гелвинк, который, в свою очередь, играл ключевую роль в обороне японцами всей северо-западной части Новой Гвинеи. С 25 декабря 1943 года там был дислоцирован отдельный отряд, выделенный из состава 36-й дивизии и подчинявшийся непосредственно командованию 2-й армии. На острове имелся аэродром. В связи с важным значением острова против охранявшего его отряда, который, по американским данным, насчитывал 8 тысяч человек, американцы 27 мая высадили дивизию с частями усиления. Японцы не стали пытаться удерживать побережье, где им угрожал огонь корабельной артиллерии и бомбардировочная авиация союзников, а разместили свои главные силы в пещерах и на укрепленных позициях на высотах, господствующих над аэродромами.  Несмотря на подавляющее превосходство сил союзников, упорное сопротивление японцев привело к тому, что бои за остров длились с конца мая до начала июля.

### Захват островаНумфор
Как только закончились бои на Биаке, Макартур предпринял наступление на близлежащий остров Нумфор. 2 июля состоялась высадка, а к 6 июля были захвачены все три находящихся на острове аэродрома. Лишившись поддержки авиации, японцы начали отступать к самой западной оконечности Новой Гвинеи, на полуостров Фогелькоп.

### Попытка японского контрнаступления под Аитапе
Сразу после высадки американского десанта в Аитапе и Голландии японская 18-я армия решила отбить оставленные территории. Однако к этому времени она была крайне ослаблена из-за понесённых потерь: её 20-я дивизия сохранила лишь 60 % личного состава, 41-я — 80 %, а 51-я — всего 30 %. Решив оставить основные силы 51-й дивизии на Веваке, японское командование бросило 20-ю и 41-ю дивизии (с частью сил 51-й дивизии) в наступление на Аитапе.
Чтобы перебросить войска на расстояние в 130 км от Вевака до Аитапе, японское командование поначалу планировало построить автомобильную дорогу и использовать десантные баржи. Однако сезон дождей сделал подготовленную дорогу совершенно непроходимой для грузовиков, а из-за недостатка причалов и укрытий десантные баржи не могли перебрасывать военные материалы далее чем на 60 км от Вевака. В результате боевые части 18-й армии были вынуждены вручную перетаскивать военные грузы по джунглям, в условиях постоянных авианалётов противника и сокращения запасов продовольствия. Тем временем приказом Ставки 18-я армия была изъята из состава 2-го фронта и передана под непосредственное подчинение Южной группы армий.
10 июля японское наступление под Аитапе, наконец, началось. Однако Макартур морем перебросил туда три сильные американские дивизии, и после 25 дней кровопролитных боёв остатки японских войск были вынуждены отступить обратно на восток.

### Финальные бои
30 июля 1944 года на мысе Сансапор, где японских войск не было вовсе, была высажена американская дивизия, которая быстро построила полосу обороны и приступила к строительству новых аэродромов. Её действия не встречали никакого сопротивления до 16 августа, когда к месту высадки подошли части японской 35-й пехотной дивизии. Её слабые атаки были американцами легко отбиты с незначительными потерями (14 убитых), после чего японцы были вынуждены отступить. Опираясь на три группы аэродромов на западной оконечности Новой Гвинеи, американцы смогли приступить к операциям против Филиппин. Задачу по ликвидации остатков японских войск на Новой Гвинее командование союзников поручило австралийцам.

## Результаты
Захват союзниками цепи военных баз на северном побережье Новой Гвинеи, располагавшихся в глубоком тылу 18-й армии, в сочетании с полным господством союзников на море и в воздухе привел к тому, что последняя из-за прерванных линий снабжения оказалась почти в полной блокаде. Это поставило японские войска на Новой Гвинее в крайне тяжелое положение. Из-за почти полного отсутствия снабжения войска генерала Адати начали сильно страдать от недоедания, тропических болезней, включая малярию, а также от жары. Все попытки генерала Адати решить проблему снабжения своих войск путем посадки сельскохозяйственных культур и первоочередную выдачу пайков раненым солдатам оказались безрезультатными. 18-й армии катастрофически не хватало всех видов снабжения, включая боеприпасов и продовольствия. Голод в ряде случаев доводил японских солдат на Новой Гвинее до людоедства и во всяком случае тяжело сказывался на физическом и моральном состоянии японских войск. Свидетельством этого является произошедший 3 мая 1945 года на Новой Гвинее крайне редкий для японской армии (хотя не единственный) случай групповой сдачи противнику 42 японских солдат во главе с подполковником Такенагой.
Из-за огромных потерь, понесённых по большей части по небоевым причинам, прежде всего от голода и болезней, к концу войны большая часть японских войск на Новой Гвинее была уничтожена. К сентябрю 1945 года из первоначальных 140 тысяч человек в 18-й армии к моменту капитуляции Японии в живых осталось не более 13 тысяч.